# سفارة تركيا في الأرجنتين
سفارة تركيا في الأرجنتين هي أرفع تمثيل دبلوماسي لدولة تركيا لدى الأرجنتين. تقع السفارة في بوينس آيرس وهي تهدف لتعزيز المصالح التركية في الأرجنتين.

## وصلات خارجية
- قائمة سفارات تركيا
- قائمة السفارات في الأرجنتين